# Benni (film)
Pour les articles homonymes, voir Benni.
Pour plus de détails, voir Fiche technique et Distribution.
Benni (Systemsprenger) est un film allemand réalisé par Nora Fingscheidt et sorti en 2019.

## Synopsis
Bernadette (Benni) est une petite fille de neuf ans, agressive, ne pouvant rester longtemps dans une famille d'accueil ou dans un centre d'accueil. Madame Bafané, des services sociaux, la confie à Michael Heller, un éducateur qui a travaillé avec des garçons délinquants…

## Fiche technique
- Titre original : Systemsprenger (litt. « éclateur de système »)
- Titre français : Benni
- Réalisation et scénario : Nora Fingscheidt
- Musique : John Gürtler
- Costumes : Ulé Barcelos
- Décors : Marie-Luise Balzer
- Photographie : Yunus Roy Imer
- Montage : Stephan Bechinger et Julia Kovalenko
- Production : Peter Hartwig, Jakob Weydemann et Jonas Weydemann
  - Coproduction : Frauke Kolbmüller
  - Production associée : Milena Klemke et Yvonne Wellie
- Sociétés de production : Kineo Filmproduktion et Weydemann Bros., en coproduction avec Oma Inge Film et ZDF
- Société de distribution : Port au Prince Pictures (Allemagne) ; Ad Vitam Distribution (France)
- Pays d'origine :  Allemagne
- Langue originale : allemand
- Format : couleurs - 35 mm
- Genre : drame
- Durée : 118 minutes
- Dates de sortie :
  - Allemagne : 8 février 2019 (Berlinale) ; 19 septembre 2019 (sortie nationale)
  - France : 15 décembre 2019 (Festival de cinéma européen des Arcs) ; 22 juin 2020 (sortie nationale)
- Classification :
  - France :  Tous publics avec avertissement (certaines scènes de violence psychologique peuvent être de nature à heurter la sensibilité des spectateurs)

## Distribution
- Helena Zengel : Bernadette « Benni » Klaaß
- Albrecht Schuch : Michael « Micha » Heller
- Gabriela Maria Schmeide : madame Bafané
- Lisa Hagmeister : Bianca Klaaß, la mère de Benni
- Melanie Straub : le docteur Schönemann
- Victoria Trauttmansdorff : Silvia, la mère de la famille d'accueil
- Maryam Zaree : Elli Heller, l'épouse de Micha

## Sortie

### Accueil critique
En France, le site Allociné recense une moyenne des critiques presse de 3,6/5.

## Distinctions

### Récompenses
- Berlinale 2019 : Prix Alfred-Bauer[2]
- Festival international du film de Transylvanie 2019 : prix du public[3]
- Prix du cinéma européen 2019 : Meilleur compositeur pour John Gürtler
- Festival de cinéma européen des Arcs 2019 : prix du public[4]
- Deutscher Filmpreis 2020[5],[6]
  - Meilleur film
  - Meilleure réalisation
  - Meilleur scénario
  - Meilleure actrice pour Helena Zengel
  - Meilleur acteur pour Albrecht Schuch
  - Meilleure actrice dans un second rôle pour Gabriela Maria Schmeide
  - Meilleur montage
  - Meilleur son